# Нова Вес-над-Вагом
Нова Вес-над-Вагом (словац. Nová Ves nad Váhom) — село, громада округу Нове Место-над-Вагом, Тренчинський край. Кадастрова площа громади — 12.11 км².
Населення 552 особи (станом на 31 грудня 2020 року).

## Історія
Нова Вес-над-Вагом згадується 1419 року.

## Населення
| Рік:            | 1994. | 2004.   | 2014.   | 2024.   |
| --------------- | ----- | ------- | ------- | ------- |
| Кількість осіб: | 534   | 517     | 542     | 564     |
| Різниця:        |       | -3,18 % | +4,83 % | +4,05 % |

| Рік:            | 2023. | 2024.   |
| --------------- | ----- | ------- |
| Кількість осіб: | 560   | 564     |
| Різниця:        |       | +0,71 % |